# Liwa-Oase
Koordinaten: 23° 8′ 0″ N, 53° 47′ 0″ O

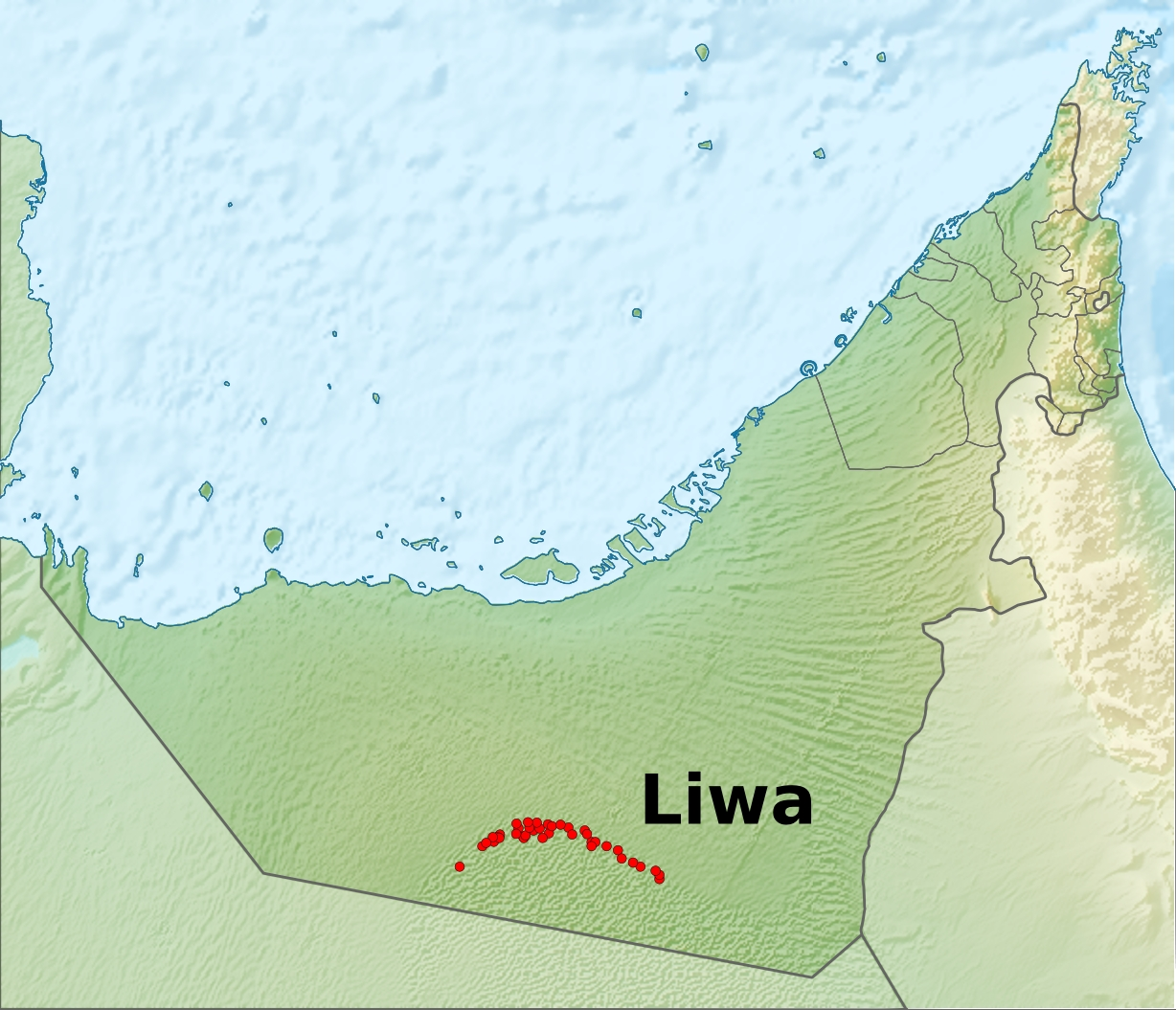
Lage der Liwa-Oase

Die Liwa-Oase (arabisch واحة ليوا, DMG Wāḥat Līwā) ist ein großes Oasengebiet im Emirat Abu Dhabi, das zu den Vereinigten Arabischen Emiraten gehört.

## Geographie

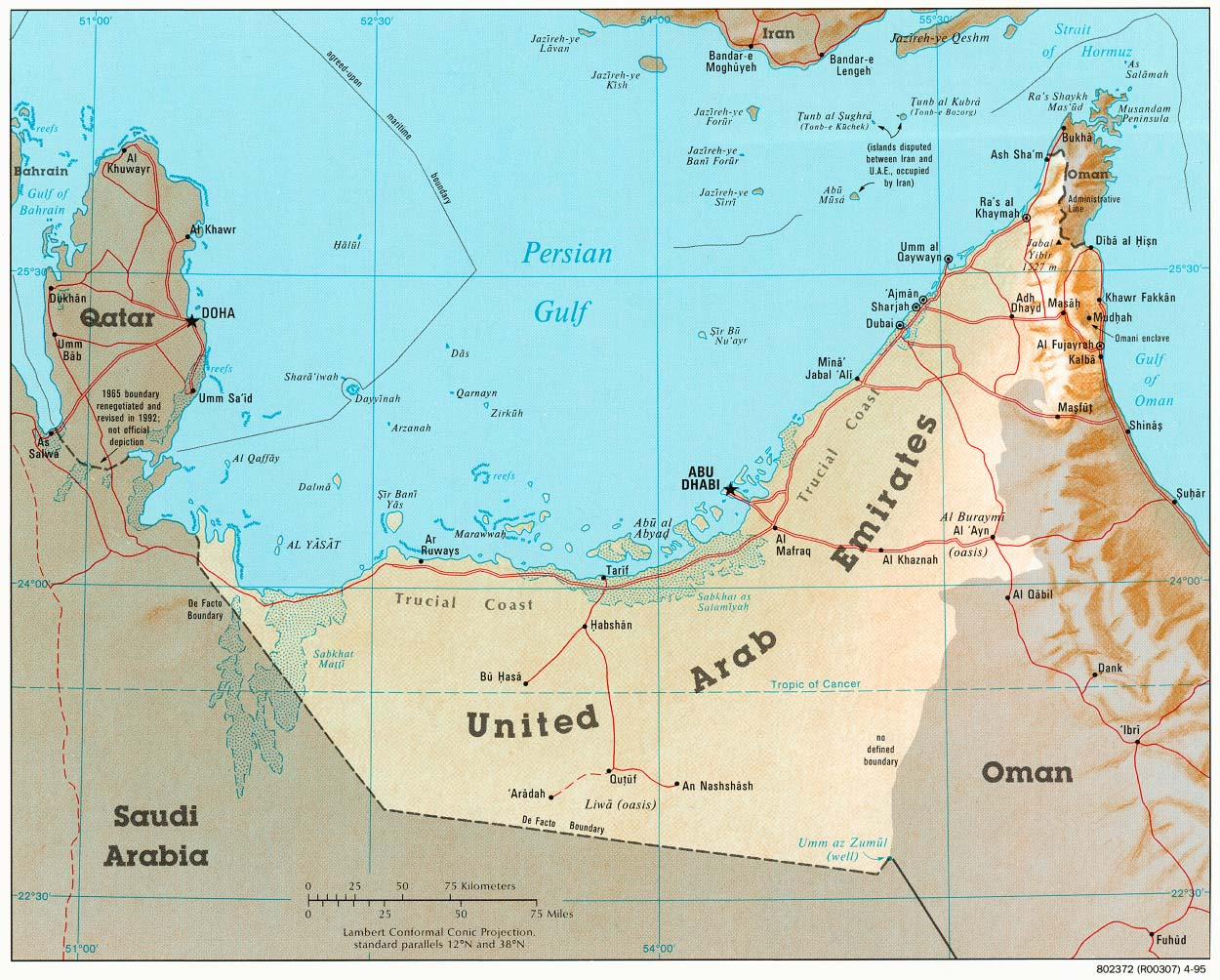
Die Oase im Süden der
Vereinigten Arabischen Emirate

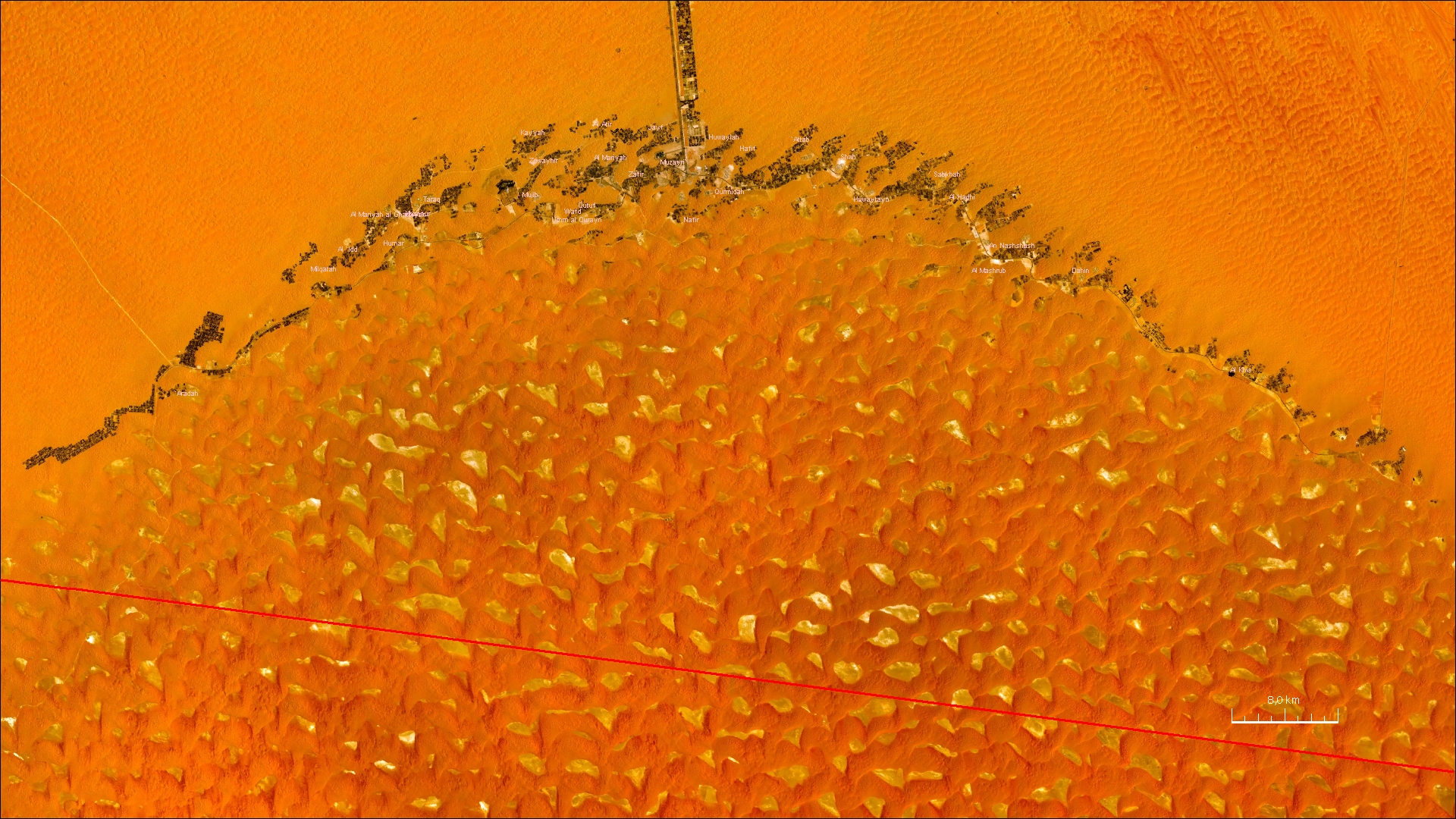
Das Satellitenbild zeigt die Lage des Oasengürtels am Nordrand der Dünenlandschaft der Rub al-Chali. Die unmarkierte Grenze zu Saudi-Arabien ist als rote Linie eingezeichnet. Nördlich schließt sich bewässertes Gebiet entlang der Fernstraße nach Tarif an der Golfküste an.

Die Liwa-Oase liegt rund 100 km südlich der Küste des Persischen Golfs und 150 km SSW der Hauptstadt Abu Dhabi am nördlichen Rand der Wüste Rub al-Chali. Ihr Mittelpunkt liegt bei 23° 8′ N, 53° 46′ O und sie erstreckt sich rund 100 km in Ost-West-Richtung, entlang eines nach Norden gewölbten Bogens. Im Wesentlichen liegen die Oasen zwischen den Ortschaften Hameem im Osten und Liwa im Westen. Im Gegenzug zu anderen Oasen ist Liwa nicht zusammenhängend grün bepflanzt, weswegen es sich dabei mehr um ein großes Oasengebiet handelt, das sich aus über 50 einzelnen Oasen zusammensetzt. Das geographische und wirtschaftliche Zentrum der Oase ist Muzaira (Mezairaa), wo die Fernstraße von Tarif auf die Oase trifft und sich dann in östlicher (65 km bis zum östlichsten Dorf, Mahdar bin Usayyan) und westlicher Richtung aufgabelt (45 km bis zum westlichsten Dorf, Arada).
Der Oasengürtel liegt in der Western Region (Al Gharbia) des Emirats Abu Dhabi. Das Siedlungsgebiet erstreckt sich über 1238 Quadratkilometer.  Nach der Volkszählung von 2005 lag die Einwohnerzahl von Liwa bei 20.196. Frühere Schätzungen von Satellitenaufnahmen zwischen 50.000 und 150.000 waren überhöht. Da jedoch nach dem Statistischen Jahrbuch von Abu Dhabi 2009 die Bevölkerung in der gesamten Western Region zum Stand 2008 nur 123.438 betrug, musste die Bevölkerung der Liwa-Oase deutlich unter dieser Obergrenze liegen.
Die 39 Dörfer der Liwa-Oase sind die südlichsten Ansiedlungen des Emirats Abu Dhabi und der Vereinigten Arabischen Emirate, nach Umm az-Zamul in der Region Al Ain. Die südliche Grenze zu Saudi-Arabien, die in einer Entfernung zwischen 16 und 35 km südlich des Oasengebiets verläuft, ist eine gerade Linie in der Rub-al-Chali-Wüste, die größtenteils unbewohnt ist. Mahdar bin Usayyan ist der südlichste Ort der Emirate sowie der östlichste der Oase. 10 km südlich der Grenze und 40 km südlich des östlichen Teils der Oase liegt die saudische Ölstadt Schaiba. Es existiert jedoch keine Straßenverbindung zwischen der Oase und Schaiba und es gibt keine Grenzübergänge.
Eine moderne Fernstraße, die E12, verbindet die Oase von Mezairaa aus mit der nächstgelegenen Küstenstadt Tarif und trifft dort auf die Küstenstraße E11, die zur Hauptstadt Abu Dhabi führt. Eine weitere nord-südlich verlaufende Straße mit der Bezeichnung E65 führt weiter östlich von Al Hama'im aus ebenfalls zur E11.

## Wirtschaft

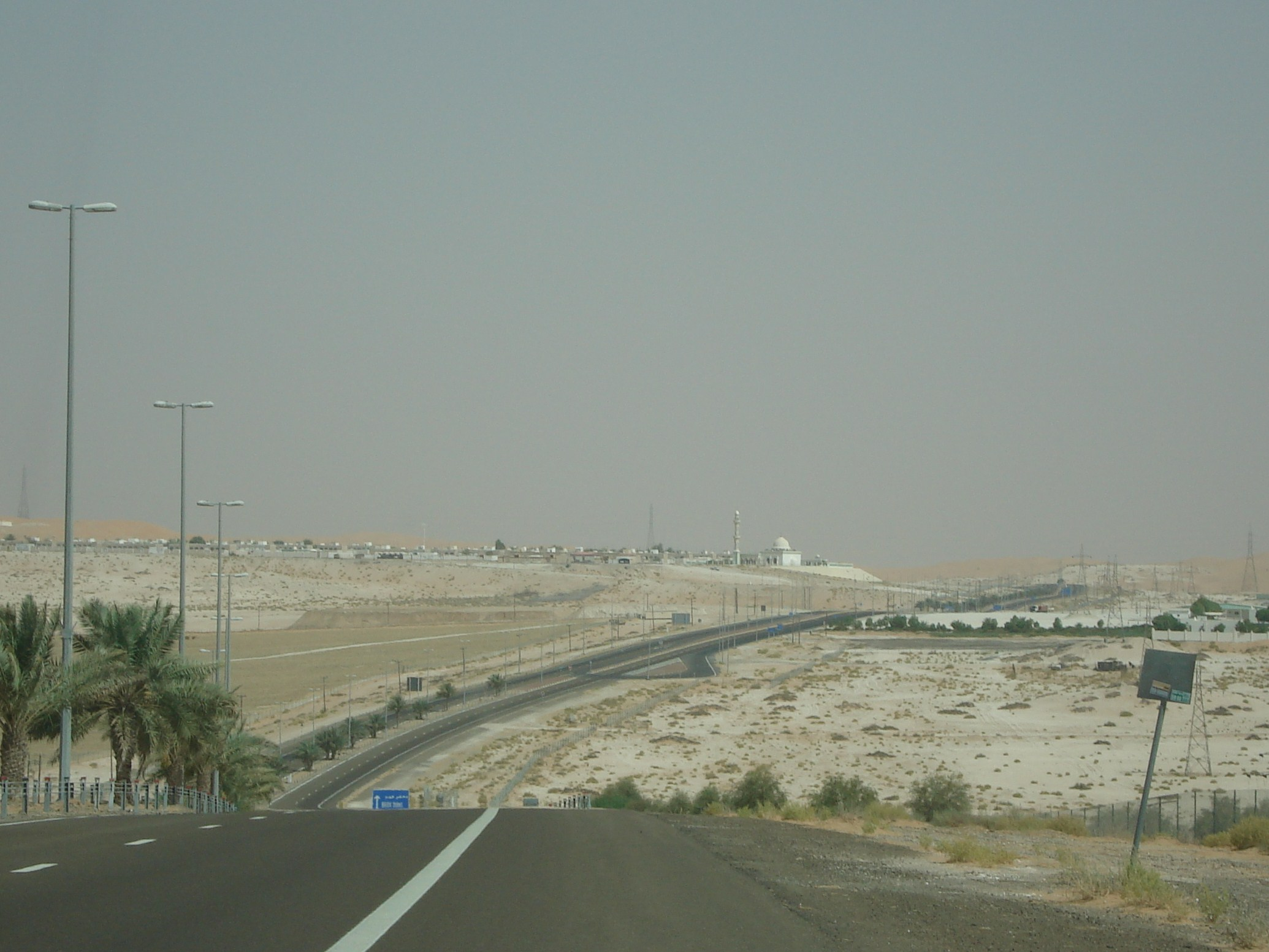
Eine vierspurige Schnellstraße verbindet die Dörfer der Liwa-Oase

Ein wichtiger Wirtschaftszweig ist die Dattelpalmenkultur. Aber auch andere Obst-, Gemüse und Grasarten für die Tierversorgung werden in den Oasen angebaut. Da der Sandboden hier nicht versalzen und genügend Grundwasser nur wenige Meter unter der Erdoberfläche vorhanden ist, gelingt es mittels künstlichen Bewässerungssystemen wie der Tröpfchenbewässerung schnell, die Wüste zum Grünen zu bringen. Aber auch Gewächshäuser sind weit verbreitet.
2015 wurde der historische Anbau von Dattelpalmen in Al-Ain und der Liwa-Oase in die Liste der Globally Important Agricultural Heritage Systems der FAO aufgenommen.
Begünstigt durch die gute Infrastruktur nimmt auch der Tourismus zu. Das jährliche Liwa Date Festival (Liwa Dattelfest) hat in zehn Veranstaltungstagen rund 75.000 Besucher. Das Liwa Hotel und das Liwa Rest House in Mezairaa sind Mittelklassehotels, das Qasr Al Sarab in Al Hama'im weist höheren Standard auf.
Auch für Sporttouristen ist die Liwa-Oase ein Reiseziel, denn die nahegelegene Moreeb-Düne rund 25 km südlich des Oasenzentrums Muzairi (Mezairaa) bei 22° 58′ 47″ N, 53° 47′ 10″ O lockt Motorsportfans an. Während der alljährlich stattfindenden Moreeb Hill Championship ist die 120 Meter hohe Düne (206 Meter über dem Meeresspiegel) Austragungsort für Wettkämpfe.

## Geschichte
Historische Aufzeichnungen erwähnen die Liwa-Oase erstmals im 17. Jahrhundert. Zu dieser Zeit war sie von den Bani-Yas-Beduinen bevölkert, aus denen die Herrscherfamilien Abu Dhabis (Al Nayan) und Dubais (Al Maktoum) hervorgegangen sind. Traditionell waren die Männer von Liwa während der Sommermonate an der Küste als Perlentaucher unterwegs. Diese Tätigkeit sicherte ihnen zusätzliches Einkommen. Heute haben die Herrschenden ihren Hauptwohnsitz jeweils in den Hauptstädten ihrer Emirate und unterhalten höchstens noch Residenzen in der Oase.

## Mastaba
Im November 2012 berichtete die britische Zeitschrift Observer, dass das seit 1997 vom Künstlerpaar Christo und Jeanne-Claude geplante, einer altägyptischen Mastaba nachempfundene, Kunstwerk südlich der Oasen 2013 begonnen werden soll. Es handelt sich um ein Objekt aus 410.000 leeren Ölfässern mit einer Seitenlänge von jeweils 400 Metern und einer Höhe von 150 Metern. Das 340 Millionen US-$ teure Kunstwerk ca. 160 km entfernt von der Stadt Abu Dhabi wird nach Vollendung sowohl das größte als auch das bis dahin teuerste Kunstwerk auf der Welt sein.

## Dörfer
Die Geonamen-Datenbank des USGS führt 39 Orte im Oasengebiet auf, die in der folgenden Tabelle von Westen nach Osten aufgeführt sind. Einige der wichtigeren Dörfer sind fett gedruckt.
| |                |                       |
| \| Dorf \| Arabisch \| Koordinaten \| \| ----------------------- \| -------------- \| --------------------- \| \| Arada \| عرادة \| 22° 59′ N, 053° 26′ O \| \| Milqata \| ملقطة \| 23° 04′ N, 053° 32′ O \| \| al-Idd \| العيد \| 23° 05′ N, 053° 33′ O \| \| al-Mariyya al-Gharbiyya \| المرية الغربية \| 23° 06′ N, 053° 35′ O \| \| Humar \| حمار \| 23° 05′ N, 053° 35′ O \| \| Channur \| كنور \| 23° 06′ N, 053° 36′ O \| \| Hamarur \| حمرور \| 23° 06′ N, 053° 37′ O \| \| Taraq \| طرق \| 23° 07′ N, 053° 37′ O \| \| Mudschib \| مجيب \| 23° 07′ N, 053° 41′ O \| \| Kayya \| كية \| 23° 09′ N, 053° 41′ O \| \| Zuwaihir \| ظويهر \| 23° 08′ N, 053° 42′ O \| \| Wafd \| وفد \| 23° 06′ N, 053° 43′ O \| \| Umm al-Qurain \| أم القرين \| 23° 06′ N, 053° 43′ O \| \| Qutuf \| قطف \| 23° 07′ N, 053° 43′ O \| \| al-Atir \| العاطر \| 23° 10′ N, 053° 44′ O \| \| al-Mariyya \| المرية \| 23° 09′ N, 053° 45′ O \| \| Zafir \| ظافر \| 23° 08′ N, 053° 46′ O \| \| Dschaif \| ظافر \| 23° 10′ N, 053° 46′ O \| \| Muzairi (Mezairaa) \| مظيري \| 23° 08′ N, 053° 47′ O \| \| Nafir \| نافر \| 23° 06′ N, 053° 48′ O \| \| Huwaila \| حويلة \| 23° 09′ N, 053° 49′ O \| \| Qurmida \| قرمدة \| 23° 07′ N, 053° 50′ O \| \| Hafif \| هفيف \ حفيف \| 23° 09′ N, 053° 50′ O \| \| Attab \| عطاب \| 23° 09′ N, 053° 53′ O \| \| Schah \| شاه \| 23° 09′ N, 053° 55′ O \| \| Huwaitain \| حويطين \| 23° 07′ N, 053° 56′ O \| \| Sabcha \| سبخة \| 23° 08′ N, 053° 59′ O \| \| al-Hadhi \| الهذي \| 23° 07′ N, 054° 00′ O \| \| Tharwaniyya \| ثروانية \| 23° 05′ N, 054° 01′ O \| \| al-Maschrub \| المشرب \| 23° 04′ N, 054° 01′ O \| \| an-Naschschasch \| النشاش \| 23° 05′ N, 054° 02′ O \| \| Dahin \| داهن \| 23° 04′ N, 054° 05′ O \| \| Wadhil \| واظل \| 23° 03′ N, 054° 08′ O \| \| Mausil \| موصل \| 23° 01′ N, 054° 09′ O \| \| al-Chis \| الخيس \| 23° 00′ N, 054° 12′ O \| \| Quʿaisa \| قويسة \| 22° 59′ N, 054° 14′ O \| \| Hamim \| حميم \| 22° 58′ N, 054° 18′ O \| \| Dschuraira \| جريرة \| 22° 57′ N, 054° 19′ O \| \| Mahdar bin Usayyan \| مهدر بن عصيان \| 22° 56′ N, 054° 19′ O \| |                |                       |
| Dorf | Arabisch       | Koordinaten           |
| Arada | عرادة          | 22° 59′ N, 053° 26′ O |
| Milqata | ملقطة          | 23° 04′ N, 053° 32′ O |
| al-Idd | العيد          | 23° 05′ N, 053° 33′ O |
| al-Mariyya al-Gharbiyya | المرية الغربية | 23° 06′ N, 053° 35′ O |
| Humar | حمار           | 23° 05′ N, 053° 35′ O |
| Channur | كنور           | 23° 06′ N, 053° 36′ O |
| Hamarur | حمرور          | 23° 06′ N, 053° 37′ O |
| Taraq | طرق            | 23° 07′ N, 053° 37′ O |
| Mudschib | مجيب           | 23° 07′ N, 053° 41′ O |
| Kayya | كية            | 23° 09′ N, 053° 41′ O |
| Zuwaihir | ظويهر          | 23° 08′ N, 053° 42′ O |
| Wafd | وفد            | 23° 06′ N, 053° 43′ O |
| Umm al-Qurain | أم القرين      | 23° 06′ N, 053° 43′ O |
| Qutuf | قطف            | 23° 07′ N, 053° 43′ O |
| al-Atir | العاطر         | 23° 10′ N, 053° 44′ O |
| al-Mariyya | المرية         | 23° 09′ N, 053° 45′ O |
| Zafir | ظافر           | 23° 08′ N, 053° 46′ O |
| Dschaif | ظافر           | 23° 10′ N, 053° 46′ O |
| Muzairi (Mezairaa) | مظيري          | 23° 08′ N, 053° 47′ O |
| Nafir | نافر           | 23° 06′ N, 053° 48′ O |
| Huwaila | حويلة          | 23° 09′ N, 053° 49′ O |
| Qurmida | قرمدة          | 23° 07′ N, 053° 50′ O |
| Hafif | هفيف \ حفيف    | 23° 09′ N, 053° 50′ O |
| Attab | عطاب           | 23° 09′ N, 053° 53′ O |
| Schah | شاه            | 23° 09′ N, 053° 55′ O |
| Huwaitain | حويطين         | 23° 07′ N, 053° 56′ O |
| Sabcha | سبخة           | 23° 08′ N, 053° 59′ O |
| al-Hadhi | الهذي          | 23° 07′ N, 054° 00′ O |
| Tharwaniyya | ثروانية        | 23° 05′ N, 054° 01′ O |
| al-Maschrub | المشرب         | 23° 04′ N, 054° 01′ O |
| an-Naschschasch | النشاش         | 23° 05′ N, 054° 02′ O |
| Dahin | داهن           | 23° 04′ N, 054° 05′ O |
| Wadhil | واظل           | 23° 03′ N, 054° 08′ O |
| Mausil | موصل           | 23° 01′ N, 054° 09′ O |
| al-Chis | الخيس          | 23° 00′ N, 054° 12′ O |
| Quʿaisa | قويسة          | 22° 59′ N, 054° 14′ O |
| Hamim | حميم           | 22° 58′ N, 054° 18′ O |
| Dschuraira | جريرة          | 22° 57′ N, 054° 19′ O |
| Mahdar bin Usayyan | مهدر بن عصيان  | 22° 56′ N, 054° 19′ O |

Die Dörfer gehen teilweise ohne klare Abgrenzung ineinander über wie beispielsweise Tharwaniyya und an-Naschschasch (al Nashash).

## Al Dhafra Festival
Jedes Jahr Mitte Dezember findet in den Liwa-Oasen das Al Dhafra Festival statt.
Es treffen sich dann Kamelbesitzer aus den gesamten Vereinigten Arabischen Emiraten, Qatar, Oman, Bahrain und Saudi-Arabien.
Übernachtet wird in Beduinenzelten in der Wüste, die überall um die Kamelrennbahn aufgebaut werden. Rund um das Festival finden Kamelrennen statt, außerdem ein Schönheitswettbewerb für Kamele, bei denen das schönste Kamel gewählt wird. Es gibt ferner einen Kamelmarkt und sehr viele Folklore-Aufführungen.